# Las Toninas
Las Toninas es una ciudad balneario en el Partido de La Costa, provincia de Buenos Aires, Argentina; de ambiente familiar, con playas angostas de arena fina, y aguas tranquilas y cálidas de poca profundidad y suave oleaje. Las frondosas dunas poseen los tan apreciados tamariscos, los cuales producen un toque diferencial sobre otros balnearios.

Por estar en el Cabo San Antonio, el punto más al Este y al Norte de la costa argentina, esta localidad es el punto ideal para el "anclaje" de los cables submarinos de fibra óptica que permiten la interconexión de Internet de Argentina -y parte de la región- con el resto del mundo.

## Origen del nombre
La tonina (Tursiops gephyreus) habita entre el oleaje costero a lo largo del litoral marítimo del estado brasileño de Río Grande del Sur, Uruguay y la Argentina. En razón de que se podían ver animales desde la costa a principios del siglo XX, surgió la idea del nombre.

## Historia
A principios del siglo XX, las tierras donde hoy se asienta Las Toninas pertenecían a la familia Leloir -familiares del Premio Nobel argentino Luis Federico Leloir.
Alrededor de 1915, estas tierras habían sido vendidas al Ferrocarril del Sur, con la condición de hacer llegar hasta ahí el tren. Ferrocarril del Sur planeaba construir un balneario más chico que el actual. Este loteo quedaría a beneficio de la firma inglesa propietaria del ferrocarril. Como la línea ferroviaria nunca se hizo, las tierras volvieron a manos de la familia Leloir.
En el año 1947, las hermanas Magdalena y Susana Leloir decidieron lotear dentro de su campo “El Tuyú” unas tierras para crear el “Balneario Las Toninas”. No tuvieron el éxito esperado, por lo que decidieron replantearse el proyecto y forestar con álamos, pinos y lambertianas.
En 1959, Luis María Álvarez Drago queda a cargo de la venta y urbanización de Las Toninas.
El 20 de febrero de 1960, fecha que se considera como el día fundacional de Las Toninas, reiniciaron el loteo. En esa fecha Alois Stoklasek (un checoslovaco que había llegado a la Argentina en 1928, y se había radicado en la recientemente fundada Mar de Ajó en el año 1936) y su esposa Teresa Hudoba, también checoslovaca, deciden afincarse en unos terrenos que habían sido rematados por su amigo Álvarez Drago.
Una vez establecidos allí, comenzaron a abrir calles. En los primeros tiempos solo había dos familias en Las Toninas: la de Alois, quienes estaban al frente del control de plagas, la familia Farías, otros pioneros oriundos de General Conesa, que se encargaron también de abrir calles.

## Ubicación y límites
La localidad se encuentra a 337 kilómetros de la ciudad de Buenos Aires, seis kilómetros al sur de San Clemente del Tuyú, con acceso por la Ruta 11 que la limita al oeste. Al norte su límite es la calle 6, al este está la costa del Mar Argentino, y al sur limita con la localidad de Costa Chica, separados por la Avenida 50.

#### Cómo llegar

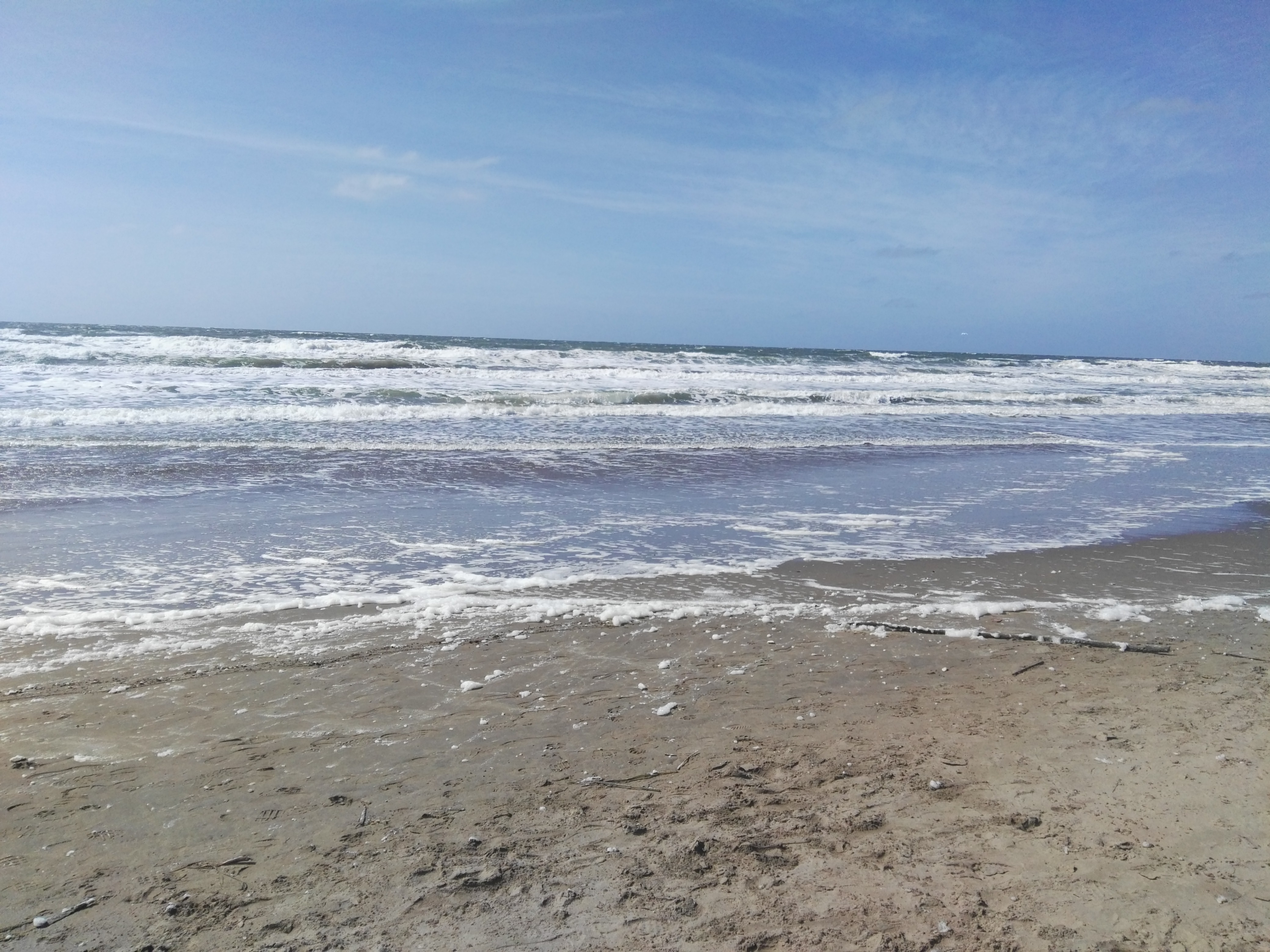
Playa de Las Toninas cerca al parador Gondwana.

Desde la ciudad de Buenos Aires se puede llegar transitando por RP2 hasta Dolores, luego RP63 hacia el este llegando a Esquina de Crotto, allí se toma RP11 hacia el sur en dirección a San Clemente del Tuyú y a los pocos kilómetros se llega a Las Toninas. Otra opción es tomar la RP36 a la altura de El Pato, continuando por esta hasta empalmar la RP11 luego de pasar Pipinas, este trayecto es más largo que el anterior pero con menos peajes.  
Una tercera opción, desde el Oeste del GBA, es tomar la autopista Ezeiza- Cañuelas (o directamente por RN3 si sales de Isidro Casanova o Virrey del Pino), luego por la ya mencionada RN3 hacia San Miguel del Monte, empalmando antes de llegar con la RP41 en dirección a General Belgrano, luego se continúa por RP41 hasta su cruce con la RP2 a la altura de Castelli, y de allí se sigue tal como lo indicado en primer término por RP2, RP63 y RP11.

## Población

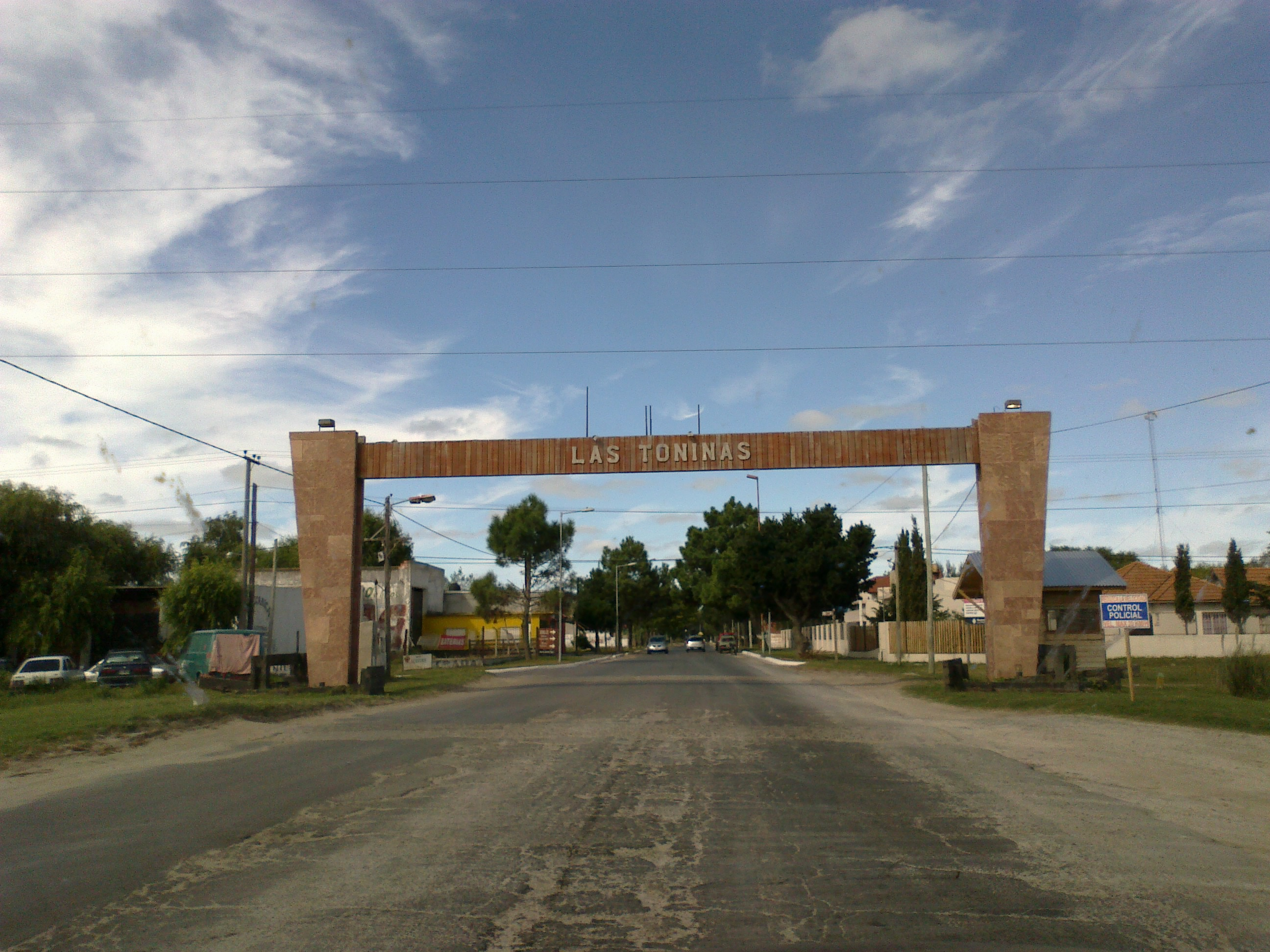
Portal de ingreso a la localidad de Las Toninas sobre la Ruta provincial 11

Cuenta con 7,667 habitantes (Indec, 2022), lo que representa un incremento del 45% frente a los 5,278 habitantes (Indec, 2010) del censo anterior.
| Gráfica de evolución demográfica de Las Toninas entre 1980 y 2022 |
|                                                                   |
| Fuentes: INDEC                                                    |

## Naufragios

### Her Royal Highness
Había sido construido en Quebec, Canadá, y encalló en 1883, a 13 km del Cabo San Antonio (Norte). Llamado comúnmente "Barco inglés" en la actualidad, emergen sus cuadernas cuando la marea es baja. Se encuentra entre Las Toninas y San Clemente del Tuyú.

### Brasur
El pesquero de altura Brasur, procedente de Mar del Plata, encalló el 16 de mayo de 1995 en playas al norte del balneario Las Toninas (posición 36°27'13.3"S 56°41'39.7"W). El casco de esta nave era de fibra de vidrio pintado de color amarillo al igual que su castillaje y pertenecía a los llamados costeros lejanos, autorizados a alejarse hasta cien millas de la costa y trescientas sesenta del puerto de Mar del Plata. Actualmente están prácticamente ocultos en su totalidad.

## Atractivos

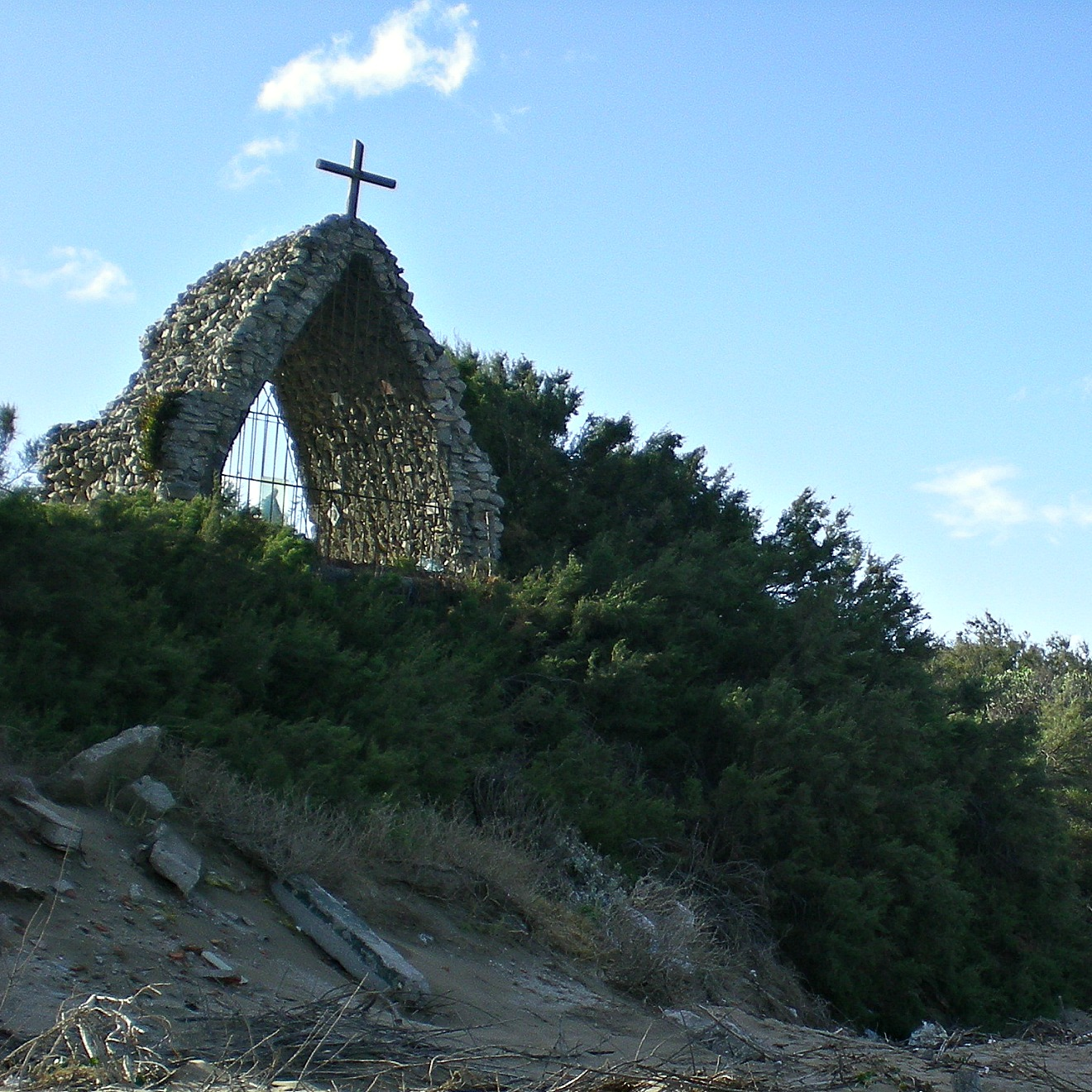
Gruta sobre un médano en la playa.

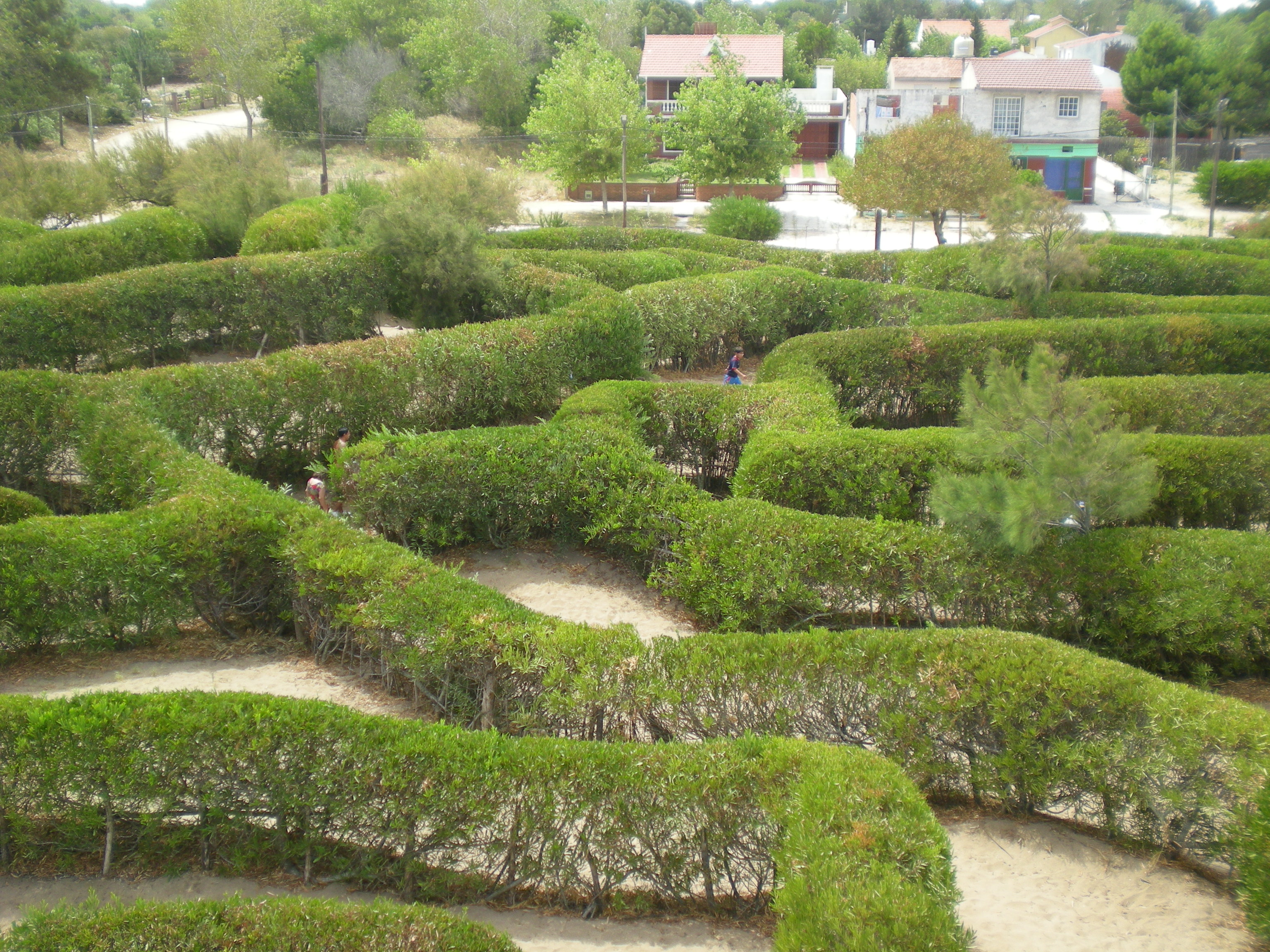
Laberinto de Las Toninas.

Se pueden realizar todo tipo de actividades náuticas (paseos en banana [gomón], alquiler de motos de agua, surf, pesca desde embarcación, etc.). También es el lugar adecuado para realizar paseos en cuatriciclos a través de las dunas de sus playas linderas.

### Parque Temático del Laberinto Las Toninas

#### Laberinto
Uno de los paseos existentes en Las Toninas es el laberinto, trazado en una superficie de 6400 m² sobre una duna natural. Se pueden recorrer pasajes entre ramas de álamo, médanos y vegetación de la zona. Cuenta con un mangrullo con vista panorámica al mar, un cementerio de caracoles y una pista de salud de 400 m con 6 estaciones de gimnasia.
Se encuentra entre las calles 16 a 14 y 7 a 9.

#### Vía Crucis y Gruta de San Cayetano
El Parque cuenta además con un vía crucis -donde se suelen hacer representaciones en Semana Santa-.
En 2011 se inauguró la Gruta de San Cayetano, construida en piedras naturales, la cual cuenta con una imagen del patrono en su frente, obra del artista plástico costero Cristian Faccini.
La gruta tiene una cascada con fuente bajo la cual se encuentra la Caverna Mariana. En ella se homenajea a siete distintas advocaciones de la Virgen María: Virgen de Luján, Virgen del Milagro, Virgen de Itatí, Virgen del Rosario de San Nicolás, Virgen de la Medalla Milagrosa y Nuestra Señora de Copacabana.

### Monumento a los caídos en Malvinas
El monumento a los caídos en el conflicto bélico del Atlántico Sur es otro de los paseos que enaltecen al lugar; dicha escultura recuerda a todos los combatientes caídos por defender la irredenta soberanía argentina sobre las islas Malvinas e Islas Georgias del Sur y Sandwich del Sur. El mismo se ubica en la plaza principal ubicada entre las manzanas 7, 36, 9 y 38.

### Cámpings
Las Toninas cuenta con tres lugares para acampar: el "Camping Costa Chica", con cabañas y rodantes, ubicado en avenida 4 y 25, del barrio residencial de Las Toninas; el autocamping "Don Matías", en calles 44 y 16, a 300 metros de la RP 11; el "Autocamping Las Toninas", en la calle 40, a 300 metros de la entrada por la ruta 11, al igual que el anterior; y el otro es el "Autocamping El Molino", sobre la avenida 26, a 80 metros de la terminal de ómnibus, donde además de carpas existe un complejo formado por 14 cabañas alpinas.

### Skate Park
En 2012 se construyó una pequeña rampa y una "olla" para los jóvenes skaters de la localidad, el Skate Park.
Está ubicado en la plaza Prefectura Naval Argentina y calle 26, a pocos metros de la terminal de ómnibus local.

## Miniturismo
A menos de 10 km hacia el norte, se halla San Clemente del Tuyú, donde se pueden visitar las Termas Marinas o el oceanario Mundo Marino. A 30 km al noroeste está General Lavalle con su museo histórico, jineteadas y pesca variada de agua dulce.
Continuando hacia el sur, por la misma Ruta Interbalnearia, o bien por las avenidas internas, se puede llegar a las demás localidades del partido; entre las más visitadas se encuentran: Santa Teresita; San Bernardo del Tuyú, con variada oferta nocturna, y Mar de Ajó, que cuenta con casino y autódromo.

## Cables submarinos de conexión al mundo
Las Toninas es el lugar de amarre de los cables submarinos de Argentina:SAm-1, SAC (propiedad de la empresa Level3, luego adquirida por Century Link), Atlantis-2, Bicentenario y Unisur, que permiten la interconexión de toda la región con el resto del mundo, a través de fibra óptica. En noviembre de 2020 llegó el cable MALBEC propiedad de la empresa GlobeNet, entrando en operaciones a mediados de 2021, y el Tannat propiedad de Google Infraestructura Argentina SRL.
Para el año 2023 se anuncia la llegada del Cable Firmina, también de Google que se extenderá hasta la costa este de los Estados Unidos.
La elección de Las Toninas para el amarre de cables submarinos no es azarosa y tiene dos explicaciones: la primera de carácter técnico y la segunda es geográfico. La primera es que el lecho marino y la costa en las Toninas, carece de piedras submarinas que pudieran llegar a afectar físicamente al cable, esto permite enterrar el mismo en forma fácil (es un ahorro económico importante). La segunda razón es que Las Toninas, se encuentra en el Cabo de San Antonio, la porción más oriental del país y septentrional de la costa marítima argentina. El tener que extenderse más al sur, requeriría mayor cantidad de cable y, por ende, un costo mayor. Por otro lado, ingresar con el cable al Río de la Plata y dirigirse hacia el Norte, presenta condiciones desfavorables debido a dos factores: el suelo barroso y la gran perturbación hídrica debido al alto tránsito marítimo en la zona.
Como dato accesorio, Las Toninas se encuentra al sur de Punta Rasa, donde ya no se permite la pesca de "arrastre de fondo", modalidad de pesca que es justamente la más riesgosa para los cables submarinos, debido a que, como su nombre lo indica, consiste en barrer el fondo con redes, lo que podría provocar el enganche del cable y sacarlo de su cama.